# Biografielijst Tm

## Tma
- Hans 't Mannetje (1944), Nederlands beeldhouwer